# Kinbuck
Kinbuck ist ein Weiler am Ostrand der schottischen Council Area Stirling. Er liegt rund fünf Kilometer nordöstlich von Dunblane und zwölf Kilometer nördlich von Stirling am linken Ufer des Allan Waters. Südöstlich erheben sich die Ochil Hills und nördlich der Ben Clach.

## Geschichte
Von der bis in die Stein- oder frühe Bronzezeit zurückreichende Besiedlung der Umgebung zeugen unter anderem die Überreste zweier Siedlungen, ein stehender Stein und ein Cairn.
Im Jahre 1715 war Kinbuck Teil des Schlachtfelds der Schlacht von Sheriffmuir, der wesentlichen Schlacht des ersten Jakobitenaufstands. Obschon es bei der Schlacht keinen Sieger gab und die Verluste verhältnismäßig gering waren, zogen sich die demoralisierten Jakobiten daraufhin zurück. An einer Hügelflanke südwestlich von Kinbuck wurde im 19. Jahrhundert die Whitestone Range, ein Manöverplatz, eingerichtet. Dort wurde unter anderem Infanteristen für den Burenkrieg oder den Ersten Weltkrieg ausgebildet. Während des Zweiten Weltkriegs wurden dort deutsche Stellungen nachgebaut, unter anderem ein Segment des Atlantikwalls in Vorbereitung der Operation Overlord.
Nordwestlich von Kinbuck wurde in den 1870er Jahren die Villa Cromlix House errichtet. Die Dorfschule wurde 1998 geschlossen und das Gebäude zu einem Gemeindezentrum umgenutzt. Im Jahre 1961 lebten 114 Personen in Kinbuck.

## Verkehr
Die von Polmont nach Scrabster führende A9 verläuft rund zwei Kilometer südlich von Kinbuck. Innerhalb weniger Kilometer sind auch die A820 (Dunblane–Doune) sowie die A822 (Greenloaning–Inver) erreichbar.
Um die Mitte des 19. Jahrhunderts, erhielt Kinbuck einen eigenen Bahnhof entlang der Scottish Central Railway. Die Strecke ist zwar bis heute in Nutzung, der Bahnhof wurde jedoch 1956 aufgelassen.